# Собор Покрова Пресвятой Богородицы (УГКЦ)
Собо́р Покрова́ Пресвято́й Богоро́дицы         
(укр. Собор Покрова Пресвятої Богородиці;
каз. Қасиетті Богородица шапағатының ғибадатханасы)— действующий храм Украинской греко-католической церкви в городе Караганда, Республика Казахстан, освящённый в 2005 году.
Помимо собора Покрова Пресвятой Богородицы имеется также часовня, которая посвящена памяти Алексея Зарицкого — украинского священника, умершего в 1963 году в сталинском лагере под Карагандой и причисленного папой Иоанном Павлом II к лику блаженных.

## История
История Украинской греко-католической церкви в Казахстане берет свое начало со времен репрессий, когда тысячи украинцев с запада Украины были депортированы на казахстанскую землю. Многие из них, отбыв долгие сроки в сталинских лагерях Сибири, КарЛАГа и СтепЛАГа, не имели возможностей вернуться на Украину и приехали к своим родственникам, которые также оказались в Казахстане на принудительных поселениях.
В конце 50-х годов греко-католические священники, освобожденные из заключения, вели подпольную душпастырскую деятельность в Казахстане среди католиков латинского и византийского обрядов. Вследствие массовых репрессий в Казахстане оказались десятки тысяч украинцев, немцев, поляков, литовцев. Необходимо отметить среди них таких важных украинских религиозных деятелей того времени, как блаженный священномученик Алексей Зарицкий, епископ Александр Хира, священники Стефан Пришляк, Марьян Шабан, Зелинский, Мицька, Солитицкий и многих других.
Первые религиозные мероприятия УГКЦ на территории Казахстана проходили в землянках, затем в частных домах. В 1980 году украинский епископ Александр Хира освятил недавно построенную римско-католическую церковь в Караганде, где греко-католическими священниками проводились богослужения для многочисленной украинской общины.
После распада Советского Союза и восстановления УГКЦ, в Караганде была зарегистрирована греко-католическая община в 1993 году.

## Открытие церкви

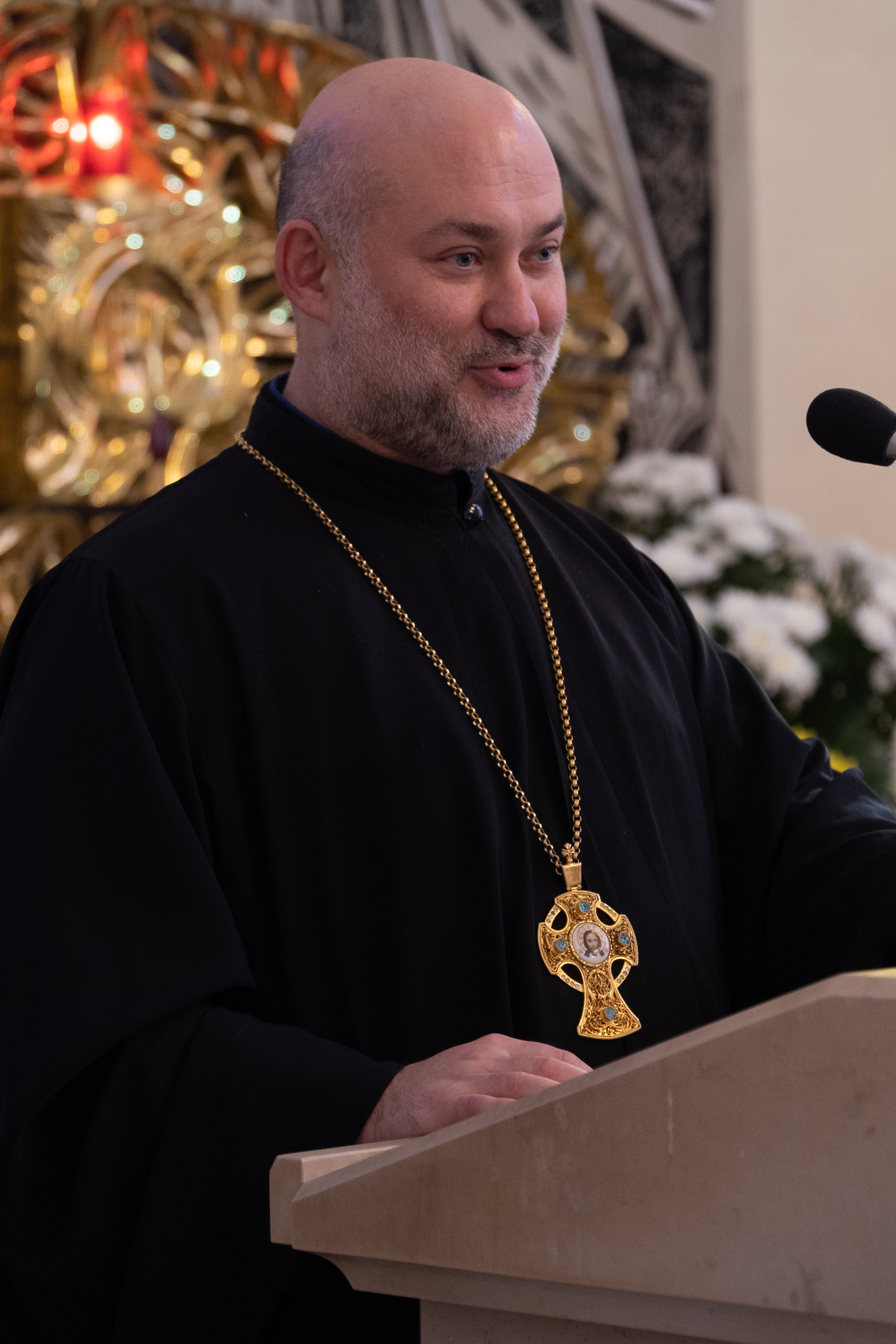
Василий Говера - первый апостольский администратор для католиков византийского обряда Казахстана и Средней Азии

В середине 90-х немецкая благотворительная организация "Renovabis" предоставила украинской общине небольшую сборную деревянную церковь, однако из-за того, что пространство небольшой церкви не удовлетворяло потребностям многочисленных греко-католиков в Караганде, было решено начать строительство новой церкви.
23 сентября 2001 года в Астане, во время исторического визита папы Иоанна Павла II в Казахстан был освящен камень для строительства храма.
9 августа 2002 года глава УГКЦ Патриарх Любомир Гузар освятил место под строительство святыни. Осенью того же года был заложен фундамент, а в 2003 году удалось возвести стены.
18 сентября 2005 года состоялась церемония освящения украинского греко-католического собора Покрова Пресвятой Богородицы. Особо было отмечено присутствие на мероприятии представителя Папы Римского кардинала Игнатия Муссы І Дауда, официального представителя Патриарха Любомира (Гузара) викарного епископа Тернопольско-Зборовской епархии владыки Василия (Семенюка), Апостольского нунция в Казахстане и Средней Азии архиепископа Иосифа Весоловского, иерархов Римско-католической Церкви в Казахстане: Томаша Пэта, Яна Павла Ленга, Генри Хованеца; а также греко-католического и латинского духовенства.
Церемонию посетили также представители власти: в частности присутствовал аким Карагандинской области, делегация посольства Украины в Казахстане, главы местных национальных обществ. Чин освящения и литургию возглавил владыка Василий (Семенюк). Кардинал Игнатий Мусса І читал молитвы освящения на арабском языке и произнес проповедь на литургии. После богослужения иерархи приветствовали Апостольского делегата для греко-католиков в Казахстане и Средней Азии отца протоиерея Василия Говеру, кардинал Игнатий Мусса І наградил его митрой.
Помимо собора Покрова Пресвятой Богородицы, в Караганде также находятся часовня, посвященная Алексею Зарицкому, греко-католическому священнику, который причислен Папой Иоанном Павлом II к лику блаженных. Усилиями УГКЦ и ряда украинских национально-культурных организаций в Казахстане проводятся ежегодные памятные мероприятия.